# Нурсі
Нурсі (ест. Nursi) — село в Естонії, входить до складу волості Риуге, повіту Вирумаа.